# سالواتوره جولیانو
سالواتوره جولیانو (ایتالیایی: Salvatore Giuliano؛ ‏ ایتالیایی: [salvaˈto:re dʒuˈlja:no]؛ ‏ ۱۶ نوامبر ۱۹۲۲ – ۵ ژوئیهٔ ۱۹۵۰) یک راهزن و یاغی سیسیلی اهل ایتالیا بود که به دنبال تهاجم متفقین به سیسیل به شهرت رسید. در سپتامبر همان سال، او به سبب کشتن یکی از افسران پلیس، به‌عنوان یک تبهکار فراری معرفی شد. این افسر پلیس سعی داشت وی را بابت قاچاق مواد غذایی در بازار سیاه دستگیر کند. در آن هنگام، ۷۰٪ غذا و آذوقهٔ سیسیل از طریق بازار سیاه فراهم می‌شد. سالواتوره برای انجام کارهایش، گروهی از زیردستان و فرمان‌بران مطیع را در اختیار داشت. وی شخصیتی پر زرق و برق و بزهکاری سرشناس و مهم بود که هیچ ابایی از حمله به پلیس‌هایی که در تعقیبش بودند، نداشت. علاوه بر اینها، او در شهر خود مابین سال‌های ۱۹۴۵ تا ۱۹۴۸، یک کارگزار قدرت در سیاست بود و در جنبش استقلال سیسیل نقش داشت. سالواتوره و گروهش را مسئول قتل‌عام پورتلا دلا جینسترا می‌دانند؛ گرچه به سبب تعداد بالای کشته‌ها، شُبهاتی در مورد نقش آنها در این ماجرا وجود دارد.
پوشش خبری گسترده‌ای که در جهان دربارهٔ او شکل گرفت، سبب شرمساری و دست‌پاچگی دولت ایتالیا گردید و سالیان متمادی، حدود ۲۰۰ سرباز و افسر پلیس به‌دنبال دستگیری او بودند. وی سرانجام در ۵ ژوئیه ۱۹۵۰ میلادی توسط همکار و دوست نزدیکش گاسپاره پیشوتا به قتل رسید. مورخ بریتانیایی اریک هابسبام او را آخرین نمونه از «دزدان مردمی» (رابین هود) می‌داند و او نخستین راهزنی بود که رسانه‌های خبری معاصر، پوشش خبری زنده درباره‌اش داشتند.